# Ватрогасни дом у Белој Цркви
Ватрогасни дом у Белој Цркви се налази у улици Првог октобра број 10. Подигнута је 1785. године и представља заштићено непокретно културно добро као споменик културе од великог значаја.
Зграда дома у Белој Цркви је саграђена по грађевинским прописима Војне границе. На почетку, у њој је била гостионица која се звала „Златни јелен“, па затим је коришћена као приватна трговачка и стамбена зграда, а потом као Ватрогасни дом. Грађена је као једноспратни објекат, правоугаоне основе, са дебелим и масивним зидовима, сводовима великих распона, снажним стубовима квадратног пресека, веома стрмим кровом и доксатом који се протеже дуж јужне и западне фасаде. Декоративном обрадом посебно је наглашен забат на главној фасади. Испод већег дела куће налази се велики, дубоко укопан подрум. По конструктивном склопу и декоративној обради фасада припада реду грађевина барокних стилских обележја, карактеристичних за област Војне границе с краја 18. века и једна је од малобројних сачуваних кућа из тог времена.
Објекат је конзерваторски саниран 2001–2003. године.